# Éric Zemmour
Éric Zemmour (Montreuil, 31 de agosto de 1958) es un periodista, político, escritor, ensayista, columnista y polemista francés de extrema derecha. Zemmour se define como bonapartista y gaullista.
Estudió en el Instituto de Estudios Políticos de París. Trabajó como reportero en Le Quotidien de París de 1986 a 1996. Después se incorporó a Le Figaro, donde trabajó hasta 2021. Zemmour apareció como personalidad televisiva en programas como On n'est pas couché en France 2 (2006-2011) y Ça se dispute en I-Télé (2003-2014). También apareció en Zemmour et Naulleau de 2011 a 2021, un programa de entrevistas nocturno semanal en Paris Première, junto con el crítico literario Éric Naulleau. Zemmour trabajó en paralelo para RTL desde 2010 hasta 2019, primero presentando el programa de radio diario Z comme Zemmour, antes de unirse al programa de noticias matutino del periodista Yves Calvi como analista. Su libro El suicidio francés (Le Suicide français en el idioma original) vendió más de 500.000 ejemplares en 2014.
Zemmour es conocido por sus controvertidas opiniones sobre la inmigración y el islam en Francia. Ha apoyado ampliamente «el gran reemplazo», una teoría conspirativa que sostiene que la población nativa de Francia será reemplazada por personas no europeas. Zemmour fue multado por incitación a la discriminación racial en 2011 y por incitación al odio contra los musulmanes en 2018. Él recurrió la sentencia en el  Tribunal Europeo de Derechos Humanos pero perdió.
En 2021, un artículo del New York Times describió las opiniones de Zemmour como «de línea dura... sobre la inmigración, el lugar del islam en Francia y la identidad nacional». Ha abogado por amplias reformas del sistema político francés.
Zemmour anunció su candidatura a las elecciones presidenciales de Francia de 2022 el 30 de noviembre de 2021. Los primeros sondeos apuntaban a que podría pasar a la segunda vuelta, un ascenso que The Guardian ha calificado de «meteórico», teniendo en cuenta que los sondeos de opinión realizados hasta tres meses antes le daban un porcentaje inferior al 10 % de los votos, por detrás de otros cuatro candidatos. Posteriormente, decayó en las encuestas y terminó quedando en cuarto lugar en las elecciones, con el 7.07% de los votos.

## Biografía
Éric Justin Léon Zemmour nace en 1958 en la ciudad de Montreuil, colindante con París, en el seno de una familia francesa judía de Argelia que llega a la metrópolis en 1952 antes la guerra de independencia de Argelia.  Según la periodista Ariane Chemin, que se apoya en el historiador Benjamin Stora, Éric Zemmour es «judío árabe», pero prefiere presentarse como un francés de origen «judío bereber»  Creció y se formó en la tradición judía y conocería el hebreo. Frecuenta la sinagoga al menos desde la muerte de su padre en 2013 y declara que su nombre en la esfera confesional es Moïses.

### Periodista político
Tras obtener su diploma del Instituto de Estudios Políticos de París, intentó dos veces sin éxito ingresar en la Escuela Nacional de Administración. En 1986, empezó a colaborar en el periódico francés Le Quotidien de Paris, el cual estaba bajo la dirección de su fundador, Philippe Tesson. Cuando este periódico desaparece en 1994, se convierte en editor en InfoMatin (1994-1995). Asimismo contribuía en el Globe Hebdo, un poco antes de vincularse al diario Le Figaro en 1996 como periodista político. En 2009, el periódico descartó a Zemmour de su redacción a raíz de sus declaraciones ante Canal + sobre los controles de identidad afirmando que "la mayoría de los traficantes son negros o árabes". Dichas palabras fueron condenadas por provocación a la discriminación racial. Seguirá como columnista semanal en el Figaro Magazine y columnista en el Figaro Live. En 2013, reintegra el cotidiano Le Figaro con el fin de cubrir una crónica literaria semanal. 
Es también el autor de los retratos de Jacques Chirac y Édouard Balladur y de ensayos políticos. En 2006 publicó Le Premier Sexe (El primer sexo).

### Carrera radiofónica y audiovisual
- 2003-2014: Zemmour participaba a un programa semanal llamado "Ça se dispute" en el canal i-Télé. En 2014, tras la polémica sobre sus declaraciones al periódico italiano Corrierre della sera, i-Télé rompió su contrato.
- 2006-2011: Aparece en el talk show de Laurent Ruquier, On n'est pas couché "No estamos acostados" del cual será expulsado tras una polémica que crea su intervención en un debate televisivo.[18]
- 2010-2019: Presentaba en RTL una breve crónica de actualidad cotidiana, intitulada "Z comme Zemmour". En 2019, RTL le descartó a raíz de sus declaraciones sobre la inmigración durante la Convención de la Derecha.
- Desde 2011, Anima el programa semanal "Zemmour et Naulleau" en el canal Paris Premìere.
- 2019-2021: Participa, en Cnews, al programa cotidiano "Face à l'info" como editorialista, participando a debates sobre la actualidad. Dicho programa encabeza el audímetro de las cadenas de información francesas en la franja de 19 a 20 h. en mayo de 2021.

### Candidato para las elecciones presidenciales de Francia de 2022
Desde el primer semestre de 2021, aparecieron señales que indicaban el posible interés de Zemmour por participar en las elecciones presidenciales de 2022. La editorial Albin Michel, quien publicó sus últimos ensayos desde 2012, ha decidido romper su contrato dado “su intención de embarcarse en las presidenciales y de hacer de su próximo libro un elemento clave de la candidatura”, y eso no coincidía con la línea de la editorial. 
El alcalde de Orange y presidente del movimiento Ligue du Sud Jacques Bompard ha creado una lista llamada "les amis d'Eric Zemmour" en la región de Provenza-Alpes-Costa Azul para las elecciones regionales de Francia de 2021. En el mismo tiempo, milita para que Eric Zemmour se presente oficialmente a la candidatura para las elecciones presidenciales. Desde julio de 2021, la comisión nacional de cuentas de campaña y financiación política ha dado su consentimiento a la asociación de financiación del partido "les amis d'Eric Zemmour". En el mismo tiempo, un colectivo de apoyo llamado Generation Zemmour han lanzado una campaña de carteles en distintas ciudades de Francia.
El 1 de septiembre de 2021, Zemmour decidió suspender su colaboración con Le Figaro durante la promoción de su nuevo libro, "La France n'a pas dit son dernier mot",  en venta a partir del 16 del mismo mes,
A partir del 9 de septiembre de 2021, el Consejo Superior del Audiovisual (CSA: autoridad francesa del sector de la comunicación audiovisual) ha pedido a las cadenas de televisión francesas de contabilizar el tiempo de palabra de Zemmour, considerando que sus posiciones y comentarios dan lugar a definirle como actor del debate político nacional y no como periodista. El editorialista acusa esta institución de censurar su palabra, limitando su tiempo de audiencia aunque no se ha declarado candidato oficial al escrutinio presidencial: "Censura: el CSA ahora toma el relevo de los jueces. No me callaré". Como consecuencia de esta decisión, la cadena Cnews ha anunciado, el 13 de septiembre de 2021, que Zemmour ya no podrá seguir interviniendo en el programa de "Face à l'info" aunque las elecciones serán dentro de siete meses.
Los sondeos le acreditaban entre 12 % y 15 % de votos en la primera vuelta en octubre de 2021.
Zemmour anunció su candidatura a las elecciones presidenciales de Francia de 2022 el 30 de noviembre de 2021.
Su candidatura fue apoyada por los medios de comunicación del multimillonario y magnate de la prensa Vincent Bolloré, incluido el canal de televisión Cnews.
Terminó quedando en cuarto lugar en las elecciones, con el 7.07% de los votos.

## Vida personal
En 1982, conoció a Mylène Chichportich con quien se casó y ha tenido tres hijos.

## Posiciones políticas
Es un ferviente opositor del neoliberalismo europeo, y también se declara soberanista y en contra del derecho de injerencia. Serán sus posicionamientos sociales los que más controversia crearán (inmigración, islam, LGTBI, feminismo). Se define a sí mismo como reaccionario y patriota, deseando la unión de las derechas desde la Agrupación nacional hasta Los Republicanos.

### Instituciones públicas
Zemmour desea el restablecimiento del espíritu de la V República establecida por el general De Gaulle, garante de la soberanía francesa. Ha votado contra el tratado de Maastricht que otorgó un traspaso de responsabilidad y soberanía desde la nación hacia la Unión Europea. Denuncia la gobernanza de los jueces, cuales habrían limitado el poder político originario de la expresión democrática del pueblo. En este sentido, considera que el Consejo constitucional o el Tribunal Europeo de Derechos Humanos abusan de sus competencias para definir o delimitar la política de los Estados sin la aprobación popular. 
También Zemmour critica la reforma del mandato del presidente de la República, reduciendo su periodo de 7 a 5 años para hacerle coincidir con el mandato de los diputados de la Asamblea Nacional. Esto habría convertido el jefe de Estado en un nuevo primer ministro, desprestigiando la función y confundiendo su elección con la de los diputados.   

### Inmigración e islam
Zemmour es defensor de la teoría conspirativa del «gran reemplazo», que postula la supuesta amenaza de sustitución de la población autóctona francesa por una población de origen africana y de confesión musulmana a través de los flujos migratorios y de las diferencias de tasa de natalidad entre estos grupos. Se posiciona por un mayor control de la inmigración, y totalmente opuesto al modelo anglosajón multiculturalista. Para Zemmour, los inmigrantes, deben adquirir los usos y costumbres del país en que se instalan. Suele repetir el dicho "Quien vive en Roma se comporta como romano".
Es muy crítico sobre lo que considera el laxismo en la política de inmigración permitida dentro la Unión Europea, tanto legalmente a través del espacio Schengen, como ilegalmente haciendo referencia a las olas de refugiados de Siria, Afganistán o de África del Norte acogidos en Europa. En Francia, considera que se tiene que organizar un referéndum para discontinuar la política migratoria actual y poner fin al derecho a la reagrupación familiar. En la misma línea de ideas, se opone al uso, en el espacio público, de símbolos de pertenencia religiosa. Considera que el islam es incompatible con los valores republicanos (laicidad, libertad individual) y la civilización occidental.
Respecto a la política de ayudas sociales, preconiza impedir el acceso de dichas ayudas a las personas extra-comunitarias sin actividad tanto como la privación de la nacionalidad francesa a las personas que tengan doble nacionalidad y siendo condenados por actos delictivos.

### Realpolitik vs. Cruzada "Derecho Humanista"
Considera la intervención en Kosovo, Siria Libia, Malí, Irak o Afganistán como una empresa neocolonial occidental bajo el lema de los derechos humanos y la democracia, del mismo modo que los colonizadores pretendían aportar la civilización en África en el siglo XIX. Parafraseó al exministro de asuntos exteriores francés Roland Dumas, argumentando que "nunca se ha visto los países pobres, intervenir en los asuntos de los países ricos". Considera que estas intervenciones exteriores están destinadas al fracaso por estar motivadas por unos valores morales o ideológicos. Él prefiere la Realpolitik donde el pragmatismo y la defensa de los intereses nacionales deben primar sobre las creencias, haciendo referencia a menudo a la política exterior de Vladímir Putin que defiende los intereses de Rusia.

### Matrimonio homosexual
Tras la elección de François Hollande como presidente de la República en 2012, y con el fin de cumplir su promesa electoral, el gobierno socialista de Jean-Marc Ayrault lleva a las cortes francesas el proyecto de ley que instauraba el matrimonio homosexual y el derecho de adopción a pareja de mismo sexo. Dicho proyecto creó una enorme conmoción en la sociedad, que se reflejó públicamente a través del movimiento de la Manif pour tous organizando manifestaciones en contra. El periodista estuvo del lado de estos opositores. En la misma línea denuncia la «teoría del género» y su conversión en dogma en la educación francesa.

### Feminismo
Es autor de un libro crítico con el feminismo titulado Le Premier Sexe, donde declara que algunas corrientes feministas actuales quieren «castrar» a los hombres y defiende un modelo masculino que no se pliegue a los postulados de un movimiento que lo desprecia sistemáticamente, acusando al feminismo de tener consecuencias nefastas para la sociedad. Acusa a aquellos hombres que están en contra de lo que propugna (como Francis Huster) de hacer demagogia y de negar la historia de la sociedad francesa o los trabajos sobre la psicología de Sigmund Freud. Por el contrario, recibió buenas críticas por el «coraje» de sus opiniones por parte de algunos, como Franz-Olivier Giesbert.[cita requerida]

### Patriotismo económico
Zemmour considera que la pérdida de soberanía de Francia sobre su moneda (con la creación del euro y la independencia del Banco central europeo) y sus fronteras es la causa de la desindustrialización del país, del déficit comercial y de la deuda pública. Preconiza defender los intereses de la Unión Europea con un "Buy European Act"; para favorecer las pymes y empresas de la UE frente a la competencia mundial, considerada desleal. 
Haciendo referencia al colbertismo como modelo a seguir, defiende la concepción de un plan industrial nacional con el fin de garantizar la existencia de sectores estratégicos, cuales serán organizados, protegidos e impulsados por el Estado con la colaboración del sector privado. Esta política industrial tiene como ambición asegurar la independencia de la nación para hacer frente a posibles catástrofes, como lo ilustró las controversias sobre las dificultades de la Unión Europea en la producción de mascarillas o la creación de una vacuna para luchar contra la pandemia de COVID-19 desde 2020. 
En términos fiscales, preconiza la bajada de impuestos sobre la producción y las sociedades, convirtiéndolos en un impuesto progresivo. También la exoneración para las donaciones de empresas a sus descendientes o empleados antes de los 60 años del emprendedor con el objetivo de perennizar y reforzar el tejido de pymes. 
Respeto al consumo de los hogares e individuales, apela en la concienciación de la población para consumir preferentemente local y nacional para proteger el tejido económico y sus productores. Añade que el consumo a menor coste de productos importados de Asia, además de favorecer el empobrecimiento de las clases media y baja del país debido a la deslocalización de fábricas para producir barato en países sin reglamento del derecho laboral, genera externalidades negativas sobre el medioambiente.

## El suicidio francés
La venta, en apenas dos meses, de 350.000 ejemplares de su último libro titulado El suicidio francés pone de actualidad las ideas de Zemmour sobre la inmigración, la economía y el régimen colaboracionista del mariscal Philippe Pétain, lo que ha levantado polémica en Francia.
Analiza con enfoque apocalíptico la política practicada en Francia durante los últimos cuarenta años, que bajo su punto de vista  destruyeron a Francia. Para el primer secretario del Partido Socialista Francés,  Jean-Christophe Cambadélis, Zemmour es un preocupante reaccionario que da prioridad a la identidad francófona frente a la igualdad republicana.
Zemmour considera que la Francia de Vichy fue un mal necesario para salvar la vida de numerosos judíos franceses en detrimento de otros de origen extranjero. Por mostrar esta opinión ha sido criticado, argumentando no conocer la realidad de la época.
Critica a la sociedad actual, donde, bajo su punto de vista, el hombre ha renunciado a ser tal, por lo que feminiza a los hombres y engaña a las mujeres.

## Obra

### Ensayos
- Balladur, immobile à grands pas, Grasset, 1995 ISBN 2-246-48971-7

- Le livre noir de la droite, Ediciones Grasset & Fasquelle, 1998

- Le coup d'État des juges, Ediciones Grasset & Fasquelle, 1998

- Les rats de garde (coescrito con Patrick Poivre d'Arvor), Stock, 2000

- L'homme qui ne s'aimait pas, Balland, 2002

- Le premier sexe, Éditions Denoël, 2006

- Mélancolie française, Fayard /Denoë, 2010

- Z comme Zemmour, Le Cherche midi, 2011

- Le Bûcher des vaniteux, Albin Michel 2012

- Le Bûcher des vaniteux 2, Albin Michel 2013

- Le Suicide français, Albin Michel 2014

- Un quinquennat pour rien, Albin Michel 2016

- Destin français, Albin Michel 2018
- La France n'a pas dit son dernier mot, Rubempre, 2021[36]

### Novela
- Le Dandy rouge, Éditions Plon, 1999

- L'Autre, Éditions Denoël, 2004

- Petit Frère, Éditions Denoël, 2008

## Premios
- Prix de la Liberté d'expression 2010 (Enquête & Débat)
- Prix du livre incorrect 2010
- Prix Richelieu 2011 (Asociación de Defensa de la lengua francesa)
- Prix Combourg 2015